# Bolsterlang
Bolsterlang település Németországban, azon belül Bajorországban. Lakosainak száma 1131 fő (2023. december 31.). Bolsterlang Obermaiselstein, Blaichach, Ofterschwang, Fischen im Allgäu és Balderschwang községekkel határos.

## Népesség
A település népessége az elmúlt években az alábbi módon változott:
| Lakosok száma | 626  | 844  | 861  | 1026 | 1051 | 1060 | 1050 | 1126 | 1140 | 1131 |
|               | 1875 | 1950 | 1970 | 2011 | 2013 | 2014 | 2016 | 2019 | 2021 | 2023 |